# 南伊利昂 (紐約州)
南伊利昂（英語：South Ilion）是位於美國紐約州赫基默縣的普查規定居民點。

## 人口
根據2020年美國人口普查的數據，南伊利昂的面積為1.15平方千米，當中陸地面積為1.14平方千米，而水域面積為0.01平方千米。當地共有人口119人，而人口密度為每平方千米103.48人。